# 小田清 (声楽家)
小田 清（おだ きよし、1930年12月26日 - 2014年9月4日）は、日本の声楽家（バリトン）、音楽教育者。

## 経歴
福島県出身。福島県立安積高等学校卒業。
オペラデビューは横浜勤労者音楽協議会 第76回例会 1960年（昭和35年）3月6,8,9,13,14,15,19日 ヴェルディ『リゴレット』タイトルロール 神奈川県立音楽堂である。最後のオペラ出演は日本オペラ協会1991年（平成3年）3月9,10日 三木稔『あだ』土部三斎 東京芸術劇場中ホール。この間、合計で110本ものプロダクションに一貫して歌手として出演しており、特に二期会の中心的なバリトン歌手として活躍した。中には1967年（昭和42年）の二期会創立15周年記念公演ワーグナー『パルジファル』日本初演のクリングゾルなど歴史的な役柄もあった。
1967年（昭和42年）9月27日に横浜で小田清バリトン独唱会を開催するなど、リサイタルの開催にも取り組んでいた。
教育者としても、武蔵野音楽大学教授として数多くの後進の育成に努めた。門下生に三上伸和、佐藤あけみ、郡司博、深山陽子、山内みどり、穂積磨矢子、齋実希子、杉森のりこ、鈴木涼子、三戸大久、吉永純子、畑・デーリング 弥生、金井奈保子、坂内幸則などがいる。イタリア声楽コンコルソ、日本モーツァルト音楽コンクールの審査員も務めている。
2014年（平成26年）9月4日、心不全のため死去。83歳没。

## 受賞歴
- 1974年度（昭和49年度）第2回ウィンナー・ワルドオペラ賞（後のジロー・オペラ賞）[21]

## 家族
- 妻は女優の長谷川待子（はせがわ・まちこ、本名・小田つる子＝おだ・つるこ）[20]